# Protomiltogramma nigriseta
Protomiltogramma nigriseta är en tvåvingeart som först beskrevs av Baranov 1938.  Protomiltogramma nigriseta ingår i släktet Protomiltogramma och familjen köttflugor. Inga underarter finns listade i Catalogue of Life.